# Campionati mondiali di skeleton 1999
I Campionati mondiali di skeleton 1999, dodicesima edizione della manifestazione organizzata dalla Federazione Internazionale di Bob e Skeleton, si tennero il 20 ed il 21 febbraio 1999 ad Altenberg, in Germania, sulla Rennschlitten- und Bobbahn Altenberg, la stessa sulla quale si svolse la rassegna iridata del 1994; fu disputata unicamente la gara del singolo vinta dallo statunitense Jim Shea.

## Risultati

### Singolo
La gara fu disputata il 20 ed il 21 febbraio nell'arco di quattro manches e presero parte alla competizione 30 atleti in rappresentanza di 13 differenti nazioni; campione uscente era il tedesco Willi Schneider, che concluse la prova al terzo posto, ed il titolo fu conquistato dallo statunitense Jim Shea, già vincitore dell'argento iridato a Lake Placid 1997, davanti all'altro tedesco Andy Böhme.
| Pos. | Atleti          | Nazione     | Tempo   | Distacco |
| ---- | --------------- | ----------- | ------- | -------- |
|      | Jim Shea        | Stati Uniti | 4'00"22 |          |
|      | Andy Böhme      | Germania    | 4'00"79 | +0"57    |
|      | Willi Schneider | Germania    | 4'01"17 | +0"95    |
| 4    | Kristan Bromley | Regno Unito | 4'01"34 | +1"12    |
| 5    | Ryan Davenport  | Canada      | 4'01"53 | +1"31    |
| 6    | Kazuhiro Koshi  | Giappone    | 4'01"57 | +1"35    |
| 7    | Urs Vescoli     | Svizzera    | 4'02"78 | +2"56    |
| 8    | Adrian Collins  | Regno Unito | 4'03"93 | +3"71    |
| 9    | Franz Plangger  | Austria     | 4'03"94 | +3"72    |
| 10   | Dirk Matschenz  | Germania    | 4'04"16 | +3"94    |

## Medagliere
| Posizione | Nazione     | Oro | Argento | Bronzo | Totale |
| --------- | ----------- | --- | ------- | ------ | ------ |
| 1         | Stati Uniti | 1   | 0       | 0      | 1      |
| 2         | Germania    | 0   | 1       | 1      | 2      |
| Totale    | Totale      | 1   | 1       | 1      | 3      |